# Lo scatto tattile
Lo scatto tattile è il terzo album discografico del cantautore italiano Ennio Rega, pubblicato nel gennaio 2007, prodotto dallo stesso Ennio Rega per Scaramuccia Music/Egea

## Il disco
Ha ricevuto il Premio Charlot 2007.

## Tracce
1. Il camminatore
2. Lavoro studio sviluppo
3. Lucciole
4. Scritture ad aria
5. featuring - Sui gradini in piazza (Vittorio)
6. Un treno di conseguenza
7. Indovinando sbagliando
8. Shaker
9. La poesia
10. featuring -  Sui gradini in piazza (Daniele)
11. Il mio amico del novecento
12. Oreste è solo
13. Il professore
14. Così da lontano
15. Nulla
16. Cara stai calma

## Formazione
- Ennio Rega – voce - pianoforte
- Lutte Berg – chitarre
- Paolo Innarella – sassofono, flauti
- Luigi De Filippi – violino
- Denis Negroponte – fisarmonica
- Luca Pirozzi – basso
- Pietro Iodice – batteria
- Daniele Timpano – featuring
- Vittorio Marchetti – featuring